# Cmentarz żydowski w Wiznie
Cmentarz żydowski w Wiznie – kirkut społeczności żydowskiej niegdyś zamieszkującej Wiznę.
Cmentarz został założony prawdopodobnie w drugiej połowie XVIII w. Jego istnienie wzmiankowano w protokole wizytacyjnym parafii rzymskokatolickiej z 1781 r.: „Żydzi w tym mieście mieszkający nie mają synagogi, tylko w swoich domach odprawują nabożeństwo. Mogiłki czyli kierchów dla małych dzieci i ubogich mają w lesie za miastem z dawnych czasów wyznaczone".
Kirkut jest położony jest we wsi Ruś, po zachodniej stronie drogi biegnącej równolegle do Narwi, przy posesji numer 4. Po wybuchu wojny niemiecko-sowieckiej, na cmentarzu pochowano ofiary mordów dokonanych w Wiźnie przez oddział SS.
Cmentarz był niszczony zarówno podczas okupacji niemieckiej jak również po wyzwoleniu. Niektórzy mieszkańcy okolicznych wsi wykorzystywali nagrobki jako podmurówki czy tarcze szlifierskie. Na terenie nekropolii wzniesiono budynki gospodarcze, a inna część była traktowana jako wysypisko śmieci. Działka obecnie jest własnością prywatną. Latem 2014 teren cmentarza został wyrównany, wykarczowany i praktycznie zupełnie zdewastowany. „W efekcie prac doszło do naruszenia grobów, a na powierzchni ziemi pojawiły się kości. Wymieszany z kośćmi piach z wykopu wywieziono poza posesję”.
W 2014 udało się odnaleźć tylko 5 nagrobków wykonanych z polnych kamieni granitowych.